# Ніколас Шпалек
Ніколас Шпалек (словац. Nikolas Špalek, нар. 12 лютого 1997, Шаля, Словаччина) — словацький футболіст, вінгер клубу ТСЦ (Бачка-Топола).

## Клубна кар'єра
Ніколас Шпалек починав ігрову кар'єру у клубі «Слован» з рідного міста Шаля. Згодом він перебрався у «Нітру», де переважно грав у дублюючому складі. У 2012 році Шпалек проходив стажування у шотландському «Селтіку» але контракт з клубом він так і не підписав. 1 березня 2014 року Шпалек дебютував у професійному футболу у складі «Нітри».
Влітку 2014 року футболіст перебрався до «Спартака» з Трнави.У сезоні 2014/15 Ніколас Шпалек брав участь у розіграші Ліги Європи. Також три сезони футболіст провів у складі «Жиліни».
У січні 2018 року Шпалек підписав з італійською «Брешією». Контракт словацького вінгера обійшовся італійцям у 1,5 млн євро. Відіграв в Італії чотири з половиною роки. Спочатку мав регулярну ігрову практику, але згодом став здебільшого резервним гравцем і після завершення контракту влітку 2022 року італійську команду залишив.
12 серпня 2022 року на правах вільного агента приєднався до команди ТСЦ (Бачка-Топола).

## Збірні
Ніколас Шпалек з 2011 року захищав кольори юнацьких збірних Словаччини. У 2013 році брав участь у домашньому Євро (U-17).
Протягом 2014–2018 років грав за молодіжну збірну країни.

## Досягнення
Жиліна
 Чемпіон Словаччини: 2016/17